# شعب الخادم (تعز)
شعب الخادم هي إحدى قرى الجمهورية اليمنية. تتبع جغرافيا لمحافظة تعز وإداريًا لمديرية التعزية. يبلغ تعداد سكانها 3050 نسمة حسب الإحصاء الذي أجري عام 2004.